# Fichiers des écritures comptables
Un fichier des écritures comptables (en abrégé : FEC) est un document normalisé contenant l'ensemble des données et  écritures comptables d'un contribuable. Il est structuré sous une forme définie par l'administration fiscale, et sert à faciliter le contrôle fiscal et la lutte contre la fraude. Il peut également être utilisé pour l'analyse de la comptabilité des entreprises.

## Législation
Depuis le 1er janvier 2014, les contribuables qui tiennent leur comptabilité au moyen de systèmes informatisés doivent la présenter sous forme de fichiers dématérialisés (article A.47 A-1 du livre des procédures fiscales) lors d’un contrôle de l’administration fiscale.
Ces fichiers des écritures comptables doivent répondre aux normes codifiées dans ledit article.

## Contenu et format du FEC
Le FEC sur CD ou DVD non réinscriptible contient l'ensemble des données comptables et des écritures retracées dans tous les journaux comptables au titre d'un exercice. Les écritures sont classées par ordre chronologique de validation.
Ce fichier est constitué des écritures après opérations d'inventaire, hors écritures de centralisation et hors écritures de solde des comptes de charges et de produits. Il comprend les écritures de reprise des soldes de l'exercice antérieur (les premiers numéros d'écritures comptables du fichier correspondent aux écritures de reprise). Il contient, pour chaque écriture, l'ensemble des données comptables figurant dans le système informatisé comptable de l'entreprise, les dix-huit premières informations devant obligatoirement correspondre, dans l'ordre, à celles listées dans le tableau suivant :
| INFORMATION | NOM DU CHAMP  | TYPE DE CHAMP  |
| --- | ------------- | -------------- |
| 1. Le code journal de l'écriture comptable | JournalCode   | Alphanumérique |
| 2. Le libellé journal de l'écriture comptable                                                                                                   | JournalLib    | Alphanumérique |
| 3. Le numéro sur une séquence continue de l'écriture comptable                                                                                  | EcritureNum   | Alphanumérique |
| 4. La date de comptabilisation de l'écriture comptable                                                                                          | EcritureDate  | Date           |
| 5. Le numéro de compte, dont les trois premiers caractères doivent correspondre à des chiffres respectant les normes du plan comptable français | CompteNum     | Alphanumérique |
| 6. Le libellé de compte, conformément à la nomenclature du plan comptable français                                                              | CompteLib     | Alphanumérique |
| 7. Le numéro de compte auxiliaire (à blanc si non utilisé)                                                                                      | CompAuxNum    | Alphanumérique |
| 8. Le libellé de compte auxiliaire (à blanc si non utilisé)                                                                                     | CompAuxLib    | Alphanumérique |
| 9. La référence de la pièce justificative | PieceRef      | Alphanumérique |
| 10. La date de la pièce justificative | PieceDate     | Date           |
| 11. Le libellé de l'écriture comptable | EcritureLib   | Alphanumérique |
| 12. Le montant au débit | Debit         | Numérique      |
| 13. Le montant au crédit | Credit        | Numérique      |
| 14. Le lettrage de l'écriture comptable (à blanc si non utilisé)                                                                                | EcritureLet   | Alphanumérique |
| 15. La date de lettrage (à blanc si non utilisé)                                                                                                | DateLet       | Date           |
| 16. La date de validation de l'écriture comptable                                                                                               | ValidDate     | Date           |
| 17. Le montant en devise (à blanc si non utilisé)                                                                                               | Montantdevise | Numérique      |
| 18. L'identifiant de la devise (à blanc si non utilisé)                                                                                         | Idevise       | Alphanumérique |

Si les informations " débit " et " crédit " ne sont pas présentes dans le système informatisé comptable de l'entreprise, les informations 12 et 13 peuvent être respectivement remplacées par " montant " et " sens ", sur le modèle suivant :
| INFORMATION    | NOM DU CHAMP | TYPE DE CHAMP  |
| -------------- | ------------ | -------------- |
| 12. Le montant | Montant      | Numérique      |
| 13. Le sens    | Sens         | Alphanumérique |

Remarque : des adaptations sont prévues pour les comptabilités des contribuables imposables à l'impôt sur le revenu dans la catégorie des bénéfices non commerciaux ou dans celle des bénéfices agricoles. Voir « Livre des procédures fiscales », sur legifrance.gouv.fr, 2 août 2013 (consulté le 22 décembre 2022).

### Nommage du fichier
Le fichier des écritures comptables est nommé selon la nomenclature suivante :
SirenFECAAAAMMJJ, où " Siren " est le Siren du contribuable mentionné à l'article L. 47 A et AAAAMMJJ la date de clôture de l'exercice comptable.

## A quoi sert le FEC?

### Contrôle fiscal
Le fichier des écritures comptables a pour utilité première la facilitation du contrôle fiscal et la lutte contre la fraude. Il peut ainsi être demandé par l'administration fiscale pour procéder à des contrôles sur exercice clos. Le FEC précède toute vérification des comptabilités tenues sur informatique. La vérification proprement dite consiste :
- soit en des contrôles de pièces et un dialogue avec le contribuable ;
- soit en un contrôle fiscal de comptabilité informatisée[4].

Le contrôle de la conformité du FEC peut aussi désormais être effectué par un tiers, par exemple expert-comptable, dans le cadre de l'examen de conformité fiscale.

### Analyse des données
Le FEC ayant un format de données structurées, il peut être utilisé comme base d'analyse de la comptabilité d'une entreprise, via des outils de datavisualisation par exemple.

## Comment générer un FEC?
Le FEC peut-être généré directement depuis le logiciel de comptabilité de l’entreprise ou de son expert-comptable.

## Comment vérifier la conformité d'un FEC?

### Test compta Demat - l'outil de la DGFiP
Afin d’accompagner les entreprises dans le cadre de ce nouveau dispositif, la DGFIP met à leur disposition un logiciel, disponible en téléchargement libre, leur permettant de contrôler le respect des normes édictées. L’outil, dénommé « Test Compta Demat », vérifie la validité de la structure du fichier de l’entreprise et lui précise notamment les points d’anomalies détectées. L’entreprise est alors en mesure de mettre aux normes son fichier des écritures comptables en vue d’un éventuel contrôle.